# لیوینگ‌سوشال
لیوینگ‌سوشال (به انگلیسی: LivingSocial) یک بازار آنلاین است که به کاربران ثبت شده خود امکان خرید و نیز به اشتراک‌گذاری رویدادهای مختلف شهر خود را می‌دهد. این شرکت که دفتر مرکزی آن در واشینگتن، دی.سی قرار دارد، در سال ۲۰۱۳ حدود ۷۰ میلیون کاربر از سراسر جهان داشت. تعداد کارکنان شرکت از ۴۵۰۰ نفر در سال ۲۰۰۱ به حدود ۲۰۰ نفر در سال ۲۰۱۶ رسید.